# عزلة الوزيرة (إب)

تعديل مصدري - تعديل

عزلة الوزيرة هي إحدى عزل مديرية فرع العدين في محافظة إب اليمنية ويبلغ تعداد سكانها 12325 نسمة حسب التعداد السكاني في اليمن لعام 2004.

## روابط خارجية
- الجهاز المركزي للإحصاء بالجمهورية اليمنية
- المركز الوطني للمعلومات باليمن
- الدليل الشامل